# Transformers: Robots in Disguise (2015)
Transformers: Robots in Disguise é uma série de animação estado-unidense produzida pelos estúdios Hasbro Studios e Darby Pop Productions nos Estados Unidos e Polygon Pictures no Japão. É a sequência de Transformers: Prime, mas é uma animação "absolutamente diferente da última série." Os produtores executivos de Prime, Roberto Orci e Alex Kurtzman, não regressaram nesta nova série. Nos Estados Unidos, a série estreou no Cartoon Network dia 14 de março de 2015.
Em Portugal a série estreou no dia 2 de março de 2015 no Biggs e no dia 8 de outubro de 2018 na SIC K.  No Brasil a série estreou pelo Cartoon Network no dia 31 de março de 2015. Atualmente, passa às terças, às 16:25.
A série foi renovada para uma segunda temporada, com 13 episódios. Uma minissérie de seis episódios com o retorno de Starscream, estreou no Canadá em setembro de 2016, antes de estrear nos EUA no mês seguinte. O terceira é última temporada foi exibido em 29 de abril de 2017, sob o nome Combiner Force.
A série foi substituída por Transformers: Cyberverse em 2018.

## Enredo
Anos depois dos acontecimentos de Predacons Rising, Bumblebee é chamado de volta à Terra para lutar contra vários dos Cybertrons mais procurados, os Decepticons que escaparam de uma nave-prisão que caiu e então montaram uma equipa de jovens Autobots, que inclui o Sideswipe (um rebelde "bad boy bot"), Strongarm (um cadete Guarda de Elite), Grimlock (um bombástico Dinobot) e Fixit (um hiperativo Mini-Con com fiação defeituosa). Bumblebee também terá visões de Optimus Prime. Os Decepticons tentam descobrir o paradeiro do Megatron e saber aonde ele está (Após os eventos de Transformers: Prime).

## Elenco

### Protagonistas
- Stuart Allan - Russell Clay[15]
- Darren Criss[5] - Sideswipe
- Will Friedle - Bumblebee, Butch, Righty, Expedidor (ep. 1), Motorista (ep. 5), Junior (ep. 7), Vigilante (ep. 10), Voz do Jogo (ep. 12)
- Ted McGinley - Denny Clay,[15] Comandante (ep. 3)
- Khary Payton[15] - Grimlock, Bisk, Divebomb, Jornalista (ep. 1), Pai (ep. 7), Telefonista (ep. 10), Bot (ep. 15)
- Mitchell Whitfield[5] - Fixit, Jardineiro (ep. 4), Funcionário do museu (ep. 5), Apresentador de TV (ep. 11)
- Constance Zimmer[5] - Strongarm, Filch, Docente (ep. 1), Computador do navio (ep. 18)

### Vozes adicionais
- Troy Baker - Steeljaw, Vector Prime, Arnold (ep. 6), Motorista do carro azul (ep. 14)
- Eric Bauza - Drift, Headlock, Pseudo, Lt. Ziegler (ep. 17), Olheiro (ep. 23), Turista (ep. 24), Polícia (ep. 26)
- Ted Biaselli - Octopunch
- Kate Bond - Casey (ep. 19)
- Peter Cullen - Optimus Prime
- Jim Cummings - Clamp Down
- Eddie Deezen - Ped
- John DiMaggio - Groundpounder, Farnum (ep. 19)
- Bailey Gambertoglio - Hank
- Gil Gerard - Megatronus/The Fallen
- Jackée Harry - Zizza
- Mark Hildreth - Scowl, Apresentador (ep. 22)
- David Hunt - Chop Shop
- John Katovsich - Larry LaRue (ep. 7)
- David Kaye - Hammerstrike
- Tom Kenny - Nightstrike, Polícia (ep. 15)
- Arif S. Kinchen - Jazz
- Andy Milder - Quillfire
- Liam O'Brien - Underbite, Kickback, Guarda do museu Cybertron #1 (ep. 1)
- Adrian Pasdar - Micronus Prime
- Kevin Pollak - Fracture, Capitão (ep. 14)
- Kevin Michael Richardson - Terrashock, Narrador da galeria (ep. 5)
- John Steven Rocha - Springload
- Daniel Roebuck - Malodor, Voz do computador (ep. 13)
- Charlie Schlatter - Vertebreak
- Roger Craig Smith - Slipstream, Jetstorm, Airazor
- Kath Soucie - Guia de turismo (ep. 24)
- Frank Stallone - Thunderhoof
- Raymond Stein - Polícia (ep. 7)
- Kristy Wu - Windblade, Apresentadora de TV (ep. 5), Mulher (ep. 10), Aviadora (ep. 23)
- Edição: Steven Melching
- Direção: Jamie Simone

## Episódios
| Temporada | Temporada  | Episódios | Exibição original       | Exibição original      | Exibição em Portugal   | Exibição em Portugal   | Exibição no Brasil   | Exibição no Brasil     |
| Temporada | Temporada  | Episódios | Estreia de temporada    | Final de temporada     | Estreia de temporada   | Final de temporada     | Estreia de temporada | Final de temporada     |
| --------- | ---------- | --------- | ----------------------- | ---------------------- | ---------------------- | ---------------------- | -------------------- | ---------------------- |
|           | 1          | 26        | 14 de março de 2015     | 12 de setembro de 2015 | 2 de março de 2015     | 23 de setembro de 2015 | 31 de março de 2015  | 24 de novembro de 2015 |
|           | 2          | 13        | 20 de fevereiro de 2016 | 16 de abril de 2016    | 19 de setembro de 2016 | TDA                    | 3 de maio de 2016    | 26 de julho de 2016    |
|           | Minissérie | 6         | 10 de setembro de 2016  | 26 de novembro de 2016 | TDA                    | TDA                    | 2 de maio de 2017    | 30 de maio de 2017     |
|           | 3          | 26        | 29 de abril de 2017     | 11 de novembro de 2017 | TDA                    | TDA                    | 6 de junho de 2017   | TDA                    |

### 1ª Temporada (2015)
| #  | Título                                                            | Dirigido por    | Escrito por                    | Exibição original                                                    | Audiência (em milhões) |
| -- | ----------------------------------------------------------------- | --------------- | ------------------------------ | -------------------------------------------------------------------- | ---------------------- |
| 1  | "Piloto - Parte 1" "Pilot, Part 1"                                | David Hartman   | Adam Beechen e Duane Capizzi   | 14 de março de 2015 2 de março de 2015 31 de março de 2015           | 1.02                   |
| 2  | "Piloto - Parte 2" "Pilot, Part 2"                                | David Hartman   | Adam Beechen e Duane Capizzi   | 14 de março de 2015 3 de março de 2015 31 de março de 2015           | 1.01                   |
| 3  | "Exercícios de Confiança" "Trust Exercises"                       | Scooter Tidwell | Adam Beechen e Marsha Griffin  | 4 de abril de 2015 4 de março de 2015 7 de abril de 2015             | 0.72                   |
| 4  | "Mais do Que os Olhos Vêem" "More Than Meets the Eye"             | Vinton Heuck    | Nicole Dubuc e Steven Melching | 11 de abril de 2015 5 de março de 2015 14 de abril de 2015           | 0.97                   |
| 5  | "O Que Fazemos Optimus?" "W.W.O.D.?"                              | Todd Waterman   | Guy Toubes                     | 18 de abril de 2015 6 de março de 2015 21 de abril de 2015           | 0.91                   |
| 6  | "Venerando o Cospego!" "As the Kospego Commands!"                 | Scooter Tidwell | Michael Ryan                   | 25 de abril de 2015 9 de março de 2015 28 de abril de 2015           | 0.71                   |
| 7  | "Coleciona Todos" "Collect 'Em All"                               | Vinton Heuck    | Steven Melching                | 2 de maio de 2015 10 de março de 2015 5 de maio de 2015              | 1.00                   |
| 8  | "A Verdadeira Face" "True Colors"                                 | Todd Waterman   | Mairghread Scott               | 9 de maio de 2015 11 de março de 2015 12 de maio de 2015             | 1.06                   |
| 9  | "O Barulho da Floresta" "Rumble in the Jungle"                    | Scooter Tidwell | Dean Stefan                    | 16 de maio de 2015 12 de março de 2015 19 de maio de 2015            | 0.90                   |
| 10 | "Consegue Cavar?" "Can You Dig it?"                               | Vinton Heuck    | Stan Berkowitz                 | 23 de maio de 2015 13 de março de 2015 26 de maio de 2015            | 0.80                   |
| 11 | "Cuidando o Bumblebee Doente!" "Adventures in Bumblebee-sitting!" | Todd Waterman   | Michael Ryan                   | 30 de maio de 2015 16 de março de 2015 2 de junho de 2015            | 0.63                   |
| 12 | "Temporada de Caça" "Hunting Season"                              | Scooter Tidwell | David McDermott                | 6 de junho de 2015 17 de março de 2015 9 de junho de 2015            | 0.78                   |
| 13 | "Fora de Foco" "Out of Focus"                                     | Vinton Heuck    | Adam Beechen                   | 13 de junho de 2015 7 de setembro de 2015 1 de setembro de 2015      | 0.85                   |
| 14 | "Acordos Secretos" "Sideways"                                     | Frank Marino    | Steven Melching                | 20 de junho de 2015 18 de março de 2015 16 de junho de 2015          | 0.74                   |
| 15 | "Até Robôs Têm Pesadelos" "Even Robots Have Nightmares"           | Vinton Heuck    | John Loy                       | 27 de junho de 2015 8 de setembro de 2015 8 de setembro de 2015      | 0.83                   |
| 16 | "Algum Corpo, Qualquer Corpo" "Some Body, Any Body"               | Todd Waterman   | Mairghread Scott               | 4 de julho de 2015 9 de setembro de 2015 15 de setembro de 2015      | 0.65                   |
| 17 | "Um dos Nossos Mini-Cons Sumiu" "One of Our Mini-Cons is Missing" | Scooter Tidwell | Zac Atkinson                   | 11 de julho de 2015 10 de setembro de 2015 22 de setembro de 2015    | 0.70                   |
| 18 | "Grandes Apuros" "Deep Trouble"                                   | Frank Marino    | Howie Nicoll                   | 18 de julho de 2015 11 de setembro de 2015 29 de setembro de 2015    | 0.85                   |
| 19 | "O Campeão" "The Champ"                                           | Vinton Heuck    | Steven Melching                | 25 de julho de 2015 14 de setembro de 2015 6 de outubro de 2015      | 0.70                   |
| 20 | "O Problema com Fixit" "The Trouble with Fixit"                   | Todd Waterman   | Alex Irvine                    | 1 de agosto de 2015 15 de setembro de 2015 13 de outubro de 2015     | 0.60                   |
| 21 | "Exclusão" "Lockout"                                              | Scooter Tidwell | Guy Toubes                     | 8 de agosto de 2015 16 de setembro de 2015 20 de outubro de 2015     | 0.83                   |
| 22 | "Similarmente Diferente" "Similarly Different"                    | Frank Marino    | Derek Dressler                 | 15 de agosto de 2015 17 de setembro de 2015 27 de outubro de 2015    | 0.79                   |
| 23 | "Ruído da Rainha" "The Buzz on Windblade"                         | Todd Waterman   | Mairghread Scott               | 22 de agosto de 2015 18 de setembro de 2015 3 de novembro de 2015    | 0.86                   |
| 24 | "Fantasmas e Impostores" "Ghosts and Imposters"                   | Scooter Tidwell | John Loy                       | 29 de agosto de 2015 21 de setembro de 2015 10 de novembro de 2015   | 0.72                   |
| 25 | "Campo de Batalha - Parte 1" "Battlegrounds, Part 1"              | Frank Marino    | David McDermott                | 5 de setembro de 2015 22 de setembro de 2015 17 de novembro de 2015  | 0.70                   |
| 26 | "Campo de Batalha - Parte 2" "Battlegrounds, Part 2"              | Vinton Heuck    | Adam Beechen                   | 12 de setembro de 2015 23 de setembro de 2015 24 de novembro de 2015 | 0.73                   |

### 2ª Temporada (2016)
| #  | #  | Título                                                  | Dirigido por    | Escrito por      | Exibição original                                                 | Audiência (em milhões) |
| -- | -- | ------------------------------------------------------- | --------------- | ---------------- | ----------------------------------------------------------------- | ---------------------- |
| 27 | 1  | "Overloaded - Parte 1" "Overloaded, Part 1"             | Scooter Tidwell | Adam Beechen     | 20 de fevereiro de 2016 3 de maio de 2016 19 de setembro de 2016  | 0.66                   |
| 28 | 2  | "Overloaded - Parte 2" "Overloaded, Part 2"             | Frank Marino    | Adam Beechen     | 27 de fevereiro de 2016 10 de maio de 2016 26 de setembro de 2016 | 0.58                   |
| 29 | 3  | "Fusão Metálica" "Metal Meltdown"                       | Vinton Heuck    | Guy Toubes       | 5 de março de 2016 17 de maio de 2016 3 de outubro de 2016        | 0.80                   |
| 30 | 4  | "Suspensa" "Suspended"                                  | Todd Waterman   | Mairghread Scott | 12 de março de 2016 24 de maio de 2016 10 de outubro de 2016      | 0.79                   |
| 31 | 5  | "Me Dê Cobertura" "Cover Me"                            | Scooter Tidwell | Len Wein         | 19 de março de 2016 31 de maio de 2016 17 de outubro de 2016      | 0.70                   |
| 32 | 6  | "O Poder do Cérebro" "Brainpower"                       | Frank Marino    | David McDermott  | 26 de março de 2016 7 de junho de 2016                            | 0.75                   |
| 33 | 7  | "Desorientação" "Misdirection"                          | Vinton Heuck    | Guy Toubes       | 27 de março de 2016 2 de abril de 2016 14 de junho de 2016        | 0.61                   |
| 34 | 8  | "A Noite de Folga de Bumblebee" "Bumblebee's Night Off" | Todd Waterman   | Mairghread Scott | 2 de abril de 2016 9 de abril de 2016 21 de junho de 2016         | 0.73                   |
| 35 | 9  | "Apreendidos" "Impounded"                               | Scooter Tidwell | Johnny Hartmann  | 3 de abril de 2016 16 de abril de 2016 28 de junho de 2016        | 0.62                   |
| 36 | 10 | "Portais" "Portals"                                     | Frank Marino    | David McDermott  | 9 de abril de 2016 23 de abril de 2016 5 de julho de 2016         | 0.76                   |
| 37 | 11 | "Exercícios de Graduação" "Graduation Exercises"        | Vinton Heuck    | Martin Fisher    | 10 de abril de 2016 30 de abril de 2016 12 de julho de 2016       | 0.71                   |
| 38 | 12 | "Ilha Decepticon - Parte 1" "Decepticon Island, Part 1" | Todd Waterman   | Adam Beechen     | 16 de abril de 2016 7 de maio de 2016 19 de julho de 2016         | 0.66                   |
| 39 | 13 | "Ilha Decepticon - Parte 2" "Decepticon Island, Part 2" | Scooter Tidwell | Adam Beechen     | 16 de abril de 2016 14 de maio de 2016 26 de julho de 2016        | 0.64                   |

#### Minissérie (2016)
| #  | # | Título                  | Dirigido por    | Escrito por     | Exibição original                                               | Audiência (em milhões) |
| -- | - | ----------------------- | --------------- | --------------- | --------------------------------------------------------------- | ---------------------- |
| 40 | 1 | "History Lessons"       | Todd Waterman   | Adam Beechen    | 10 de setembro de 2016 22 de outubro de 2016 2 de maio de 2017  | 0.64                   |
| 41 | 2 | "Strongarm's Big Score" | Vinton Heuck    | David McDermott | 17 de setembro de 2016 29 de outubro de 2016 2 de maio de 2017  | 0.64                   |
| 42 | 3 | "Pretzel Logic"         | Scooter Tidwell | Will Friedle    | 24 de setembro de 2016 5 de novembro de 2016 9 de maio de 2017  | 0.57                   |
| 43 | 4 | "Mighty Big Trouble"    | Frank Marino    | Johnny Hartmann | 1 de outubro de 2016 12 de novembro de 2016 16 de maio de 2017  | 0.64                   |
| 44 | 5 | "Mini-Con Madness"      | Todd Waterman   | Adam Beechen    | 8 de outubro de 2016 19 de novembro de 2016 23 de maio de 2017  | 0.66                   |
| 45 | 6 | "Worthy"                | Vinton Heuck    | Adam Beechen    | 15 de outubro de 2016 26 de novembro de 2016 30 de maio de 2017 | 0.56                   |

### 3ª Temporada: Combiner Force (2017)
| #  | #  | Título                     | Dirigido por    | Escrito por                       | Exibição original                       | Audiência (em milhões) |
| -- | -- | -------------------------- | --------------- | --------------------------------- | --------------------------------------- | ---------------------- |
| 46 | 1  | "King of the Hill, Part 1" | Scooter Tidwell | Adam Beechen                      | 29 de abril de 2017 6 de junho de 2017  | 0.73                   |
| 47 | 2  | "King of the Hill, Part 2" | Frank Marino    | Adam Beechen                      | 29 de abril de 2017 13 de junho de 2017 | 0.71                   |
| 48 | 3  | "Defrosted"                | Todd Waterman   | Guy Toubes                        | 6 de maio de 2017                       | 0.63                   |
| 49 | 4  | "Blurred"                  | Vinton Heuck    | Johnny Hartmann                   | 13 de maio de 2017                      | 0.54                   |
| 50 | 5  | "Sphere of Influence"      | Scooter Tidwell | David McDermott                   | 20 de maio de 2017                      | 0.57                   |
| 51 | 6  | "Bee Cool"                 | Frank Marino    | Zac Atkinson                      | 27 de maio de 2017                      | 0.58                   |
| 52 | 7  | "The Great Divide"         | Todd Waterman   | Andrew R. Robinson                | 3 de junho de 2017                      | 0.49                   |
| 53 | 8  | "Get a Clue"               | Vinton Heuck    | Matt Wayne                        | 10 de junho de 2017                     | 0.68                   |
| 54 | 9  | "Out of the Shadows"       | Scooter Tidwell | Brian Hohlfeld                    | 17 de junho de 2017                     | 0.69                   |
| 55 | 10 | "Disordered Personalities" | Frank Marino    | Shannon Eric Denton               | 24 de junho de 2017                     | 0.58                   |
| 56 | 11 | "Guilty as Charged"        | Todd Waterman   | David McDermott                   | 29 de julho de 2017                     | 0.56                   |
| 57 | 12 | "The Golden Knight"        | Vinton Heuck    | Dan Salgarolo                     | 12 de agosto de 2017                    | 0.45                   |
| 58 | 13 | "The Fastest Bot Alive!"   | Scooter Tidwell | Eric Lewald e Julia Lewald        | 12 de agosto de 2017                    | 0.44                   |
| 59 | 14 | "Railroad Rage"            | Frank Marino    | Len Uhley                         | 19 de agosto de 2017                    | 0.69                   |
| 60 | 15 | "Combine and Conquer"      | Todd Waterman   | Guy Toubes                        | 26 de agosto de 2017                    | 0.55                   |
| 61 | 16 | "Moon Breaker"             | Vinton Heuck    | Johnny Hartmann                   | 2 de setembro de 2017                   | 0.52                   |
| 62 | 17 | "Exiles"                   | Scooter Tidwell | Mairghread Scott                  | 9 de setembro de 2017                   | 0.56                   |
| 63 | 18 | "Breathing Room"           | Frank Marino    | Julie McNally Cahill e Tim Cahill | 16 de setembro de 2017                  | ASA                    |
| 64 | 19 | "Prepare for Departure"    | Todd Waterman   | Len Wein                          | 23 de setembro de 2017                  | ASA                    |
| 65 | 20 | "Prisoner Principles"      | Vinton Heuck    | Zac Atkinson                      | 30 de setembro de 2017                  | ASA                    |
| 66 | 21 | "Collateral Damage"        | Scooter Tidwell | Paul Giacoppo                     | 7 de outubro de 2017                    | ASA                    |
| 67 | 22 | "Something He Ate"         | Frank Marino    | David McDermott                   | 14 de outubro de 2017                   | ASA                    |
| 68 | 23 | "Sick as a Bot"            | Todd Waterman   | Will Friedle                      | 21 de outubro de 2017                   | ASA                    |
| 69 | 24 | "Five Fugitives"           | Vinton Heuck    | Matthew Wilson                    | 28 de outubro de 2017                   | ASA                    |
| 70 | 25 | "Enemy of My Enemy"        | Scooter Tidwell | Adam Beechen                      | 4 de novembro de 2017                   | ASA                    |
| 71 | 26 | "Freedom Fighters"         | Frank Marino    | Adam Beechen                      | 11 de novembro de 2017                  | ASA                    |

## Transmissão

### Estados Unidos
A série foi originalmente planeada para estrear no canal que ficou conhecido como Hub Network (um empreendimento conjunto entre a Hasbro e a Discovery Communications) na "primavera de 2015" (tal como no Hemisfério norte), mas antes do canal ser renomeado para Discovery Family, foi anunciado que a série iria ser transferida para o Cartoon Network, Tornando-se o primeiro programa de televisão da Hasbro Studios a não estrear nos canais conjuntos Discovery-Hasbro. Também é a terceira vez que o Cartoon Network estreou uma série de televisão dos Transformers, seguida após Transformers Animated e a trilogia da saga Unicron. A série estreou em horário nobre dia 14 de março de 2015, e teve um intervalo de tempo, e regressou com horários regulares no dia 21 de março, exibindo o episódio piloto parte 1.

### Internacionalmente
Em 13 de janeiro de 2015, foi anunciado que o Cartoon Network adquiriu os direitos de transmissão da série mundialmente. A série estreou em primeiro lugar no Canal J na França em 9 de fevereiro de 2015 e no Cartoon Network na Austrália em 21 de fevereiro de 2015. A série estreou em 7 de março no Cartoon Network no Reino Unido, Irlanda e também no Cartoon Network na Grécia, Chipre e Oriente Médio e na K2 na Itália, com o episódio piloto exibido em 7 de março, e a estreia oficial aconteceu em 9 de março. A série estreou no Cartoon Network Árabe em 13 de março. No Canadá, a série estreou no Teletoon em 21 de março.
No Japão, onde a série e os brinquedos da Geração 1 toys se originaram, estreou em 15 de março de 2015 no Animax sob o título de Transformers: Adventure (トランスフォーマー アドベンチャー, Toransufōmā adobenchā). As canções "Save the Future!!" e "Try (Transformers: Adventure)" (TRY☆トランスフォーマーアドベンチャー↑↑↑) substituíram os temas originais de abertura e encerramento. Takara Tomy, a empresa que representa a franquia Transformers no Japão, comercializou e promoveu os brinquedos associados sob a marca da Hasbro.